# Pomacanthus navarchus
Pomacanthus navarchus е вид бодлоперка от семейство Pomacanthidae. Видът не е застрашен от изчезване.

## Разпространение и местообитание
Разпространен е в Австралия, Виетнам, Индонезия, Малайзия, Микронезия, Нова Каледония, Палау, Папуа Нова Гвинея, Соломонови острови и Филипини.
Обитава океани, морета, лагуни и рифове. Среща се на дълбочина от 3 до 35 m, при температура на водата от 27,8 до 29,2 °C и соленост 34,4 – 34,6 ‰.

## Описание
На дължина достигат до 28 cm.
Продължителността им на живот е около 15 години. Популацията на вида е стабилна.